# Bad Leonfelden

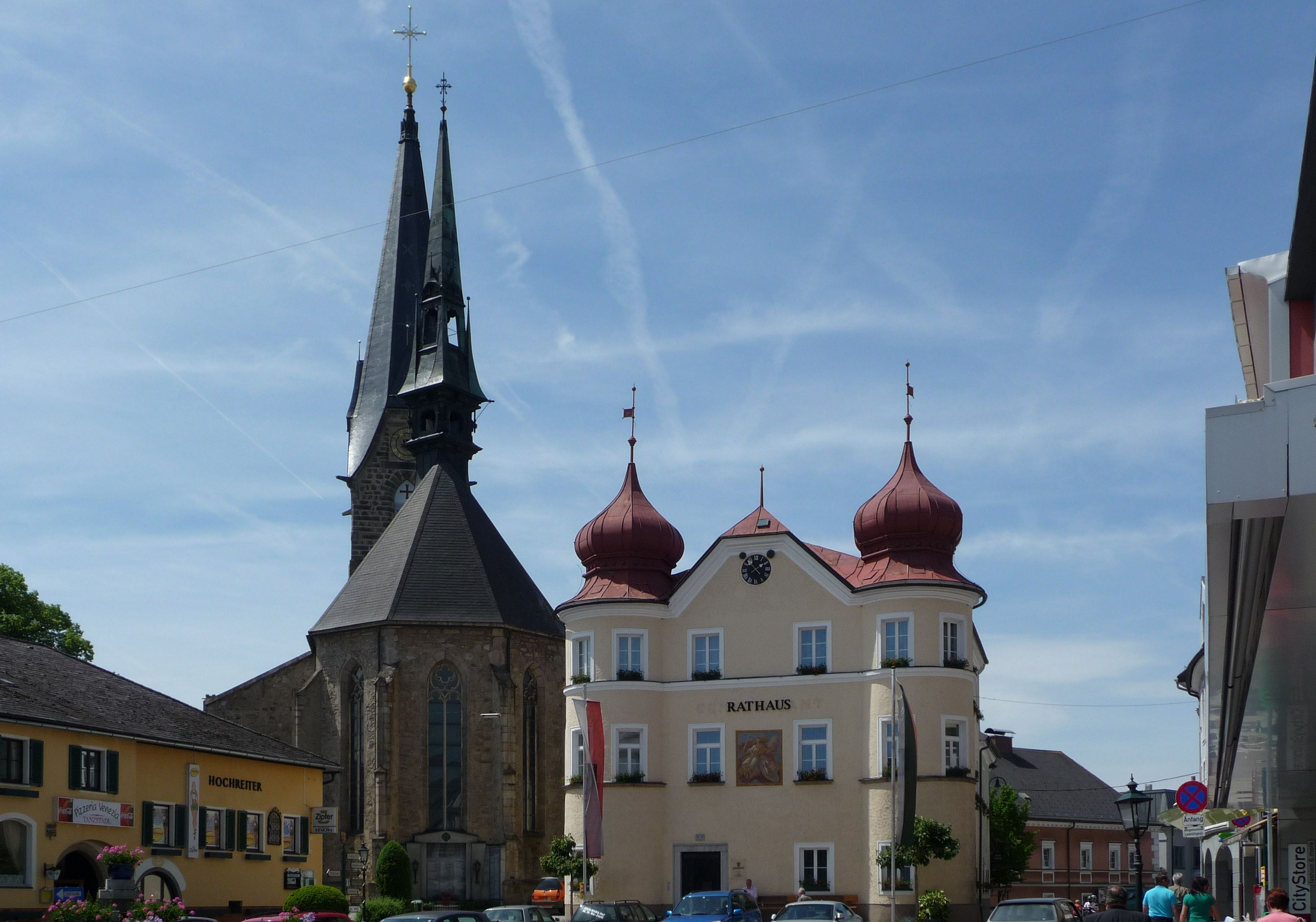
Farní kostel a radnice

Bad Leonfelden je rakouské lázeňské město v Horních Rakousích v okrese Urfahr-okolí.  Žije zde přibližně 4 200 obyvatel.

## Geografie
Město leží ma rakouské straně Vyšebrodského průsmyku, v oblasti Mühlviertel na jižním úpatí šumavské hory Sternstein, zhruba 25 kilometrů severně od Lince, 8,5 km jižně od silničního hraničního přechodu Studánky – Weigetschlag, 12 km jižně  od Vyššího Brodu.

## Místní části
Město má tyto místní části:
- Affetschlag (24)
- Bad Leonfelden (477)
- Böheimschlag (4)
- Burgfried (2094)
- Dietrichschlag (271)
- Dürnau (4)
- Elmegg (24)
- Farb (44)
- Haid (237)
- Langbruck (29)
- Oberlaimbach (147)
- Oberstern (11)
- Oberstiftung (227) včetně Hagau
- Rading (57) včetně Appenau
- Roßberg (16)
- Schönau (78)
- Silberhartschlag (11)
- Spielau (42)
- Unterlaimbach (174)
- Unterstern (34)
- Unterstiftung (263) včetně Hagau a Im Graben
- Weigetschlag (65)
- Weinzierl (71)

Poznámka: V závorkách je uveden počet obyvatel ke dni 1.1.2023.

## Historie
Leonfelden byl založen jako osada na křižovatce Linecké stezky – staré obchodní cesty od Dunaje do Čech. První písemná zmínka o něm pochází z roku 1154, kdy byl uveden pod jménem Lonveld. V roce 1356 získal městská práva. Při husitských válkách byl Leonfelden opevněn a sloužil jako jeden ze čtyř hraničních bodů Mühlviertlu na obranu proti výpadům z Čech - v roce 1427 jej husité dobyli. V dalším období město prosperovalo díky obchodu, i když o výsadní postavení v obchodní činnosti s ním soupeřil Freistadt (v roce 1533 vedly Leonfelden a Freistadt boje o silniční právo). V roce 1850 se stal sídlem okresu a v roce 1903 byl připojen k nově založenému okresu Urfahr. V roce 1892 bylo město poničeno velkým požárem.

## Lázně
V Leonfeldenu existovaly již v období 1881 - 1919 bahenní koupele. V roce 1960 byla otevřena sanatoria a město se může od té doby nazývat jako Bad Leonfelden.

## Pamětihodnosti
- obdélné náměstí se sochou sv. Jana Nepomuckého z roku 1730
- radnice z roku 1608 s rohovými věžemi a zbytky barokních fresek
- farní kostel sv. Bartoloměje (gotický s románskými základy, po roce 1781 barokizován, v letech 1875-77 přestavěn a rozšířen, 1892-96 renovován po požáru)
- farní škola - nejstarší dochovaná školní farní budova v Rakousku, škola v letech 1577 - 1850, nyní školní muzeum
- špitální kostel sv. Josefa z roku 1517 (pozdně gotický) se síťovou žebrovou klenbou, 1787 zrušen, nyní vlastivědné muzeum

## Partnerské město
- Písek[2]